# Браун, Энтони (1443—1506)
Энтони Браун (англ. Anthony Browne; 29 июня 1443 — примерно 17 ноября 1506, Кале) — английский политический деятель.

## Биография
Энтони Браун был младшим сыном сэра Томаса Брауна и Элеаноры Фицалан. Во время царствования Генриха VII он стал знаменосцем Англии, губернатором замка Квинборо в Кенте и констеблем Кале. В Кале Браун и умер в 1506 году.
Первым браком Браун был женат на Элеаноре Ухтред, дочери сэра Роберта Ухтреда и Кэтрин Эйр. Она родила одного ребёнка — Энн, ставшую первой женой Чарльза Брэндона. После смерти жены Браун женился во второй раз, на Люси Невилл, дочери Джона Невилла, 1-го маркиза Монтегю, и Изабель Ингальдесторп, вдове сэра Томаса Фицуильяма и матери Уильяма Фицуильяма (впоследствии 1-го графа Саутгемптона). В этом браке родились четверо детей:
- сэр Энтони (1500—1548), отец первого виконта Монтегю;
- Энн[1];
- Элизабет, жена Генри Сомерсета, 2-го графа Вустера[2];
- Люси, жена Джона Катта и Томаса Клиффорда[3].